# 马蒂亚·德尔法维罗
马蒂亚·德尔法维罗（Mattia Del Favero，1998年6月5日—）是意大利的職業足球運動員，司職守門員，現由意大利足球甲級聯賽球會祖雲達斯外借至意大利丙組足球聯賽球會皮亞琴察。

## 職業生涯
2019年7月22日，被外借至意大利丙組足球聯賽球會皮亞琴察。

## 榮譽
祖雲達斯
- 意大利超級盃：2018[2]

## 外部連結
- Soccerway資料庫：马蒂亚·德尔法维罗